# Escalinata de Teruel
La escalinata de Teruel (también conocida por Escalinata de la Estación, Escalinata del Óvalo, Escalinata de Torán), es una construcción monumental de Teruel, (Aragón, España).
Obra del ingeniero turolense José Torán de la Rad (1888-1932), la emblemática edificación se construyó a comienzo de los años veinte (entre 1920 y 1921), para salvar el desnivel existente entre la «Estación del Ferrocarril Central de Aragón» y el casco antiguo de la ciudad.
Por Decreto 60/2008, de 1 de abril, del Gobierno de Aragón, la Escalinata de Teruel fue declarada Bien de Interés Cultural (BIC), en la categoría de Monumento.

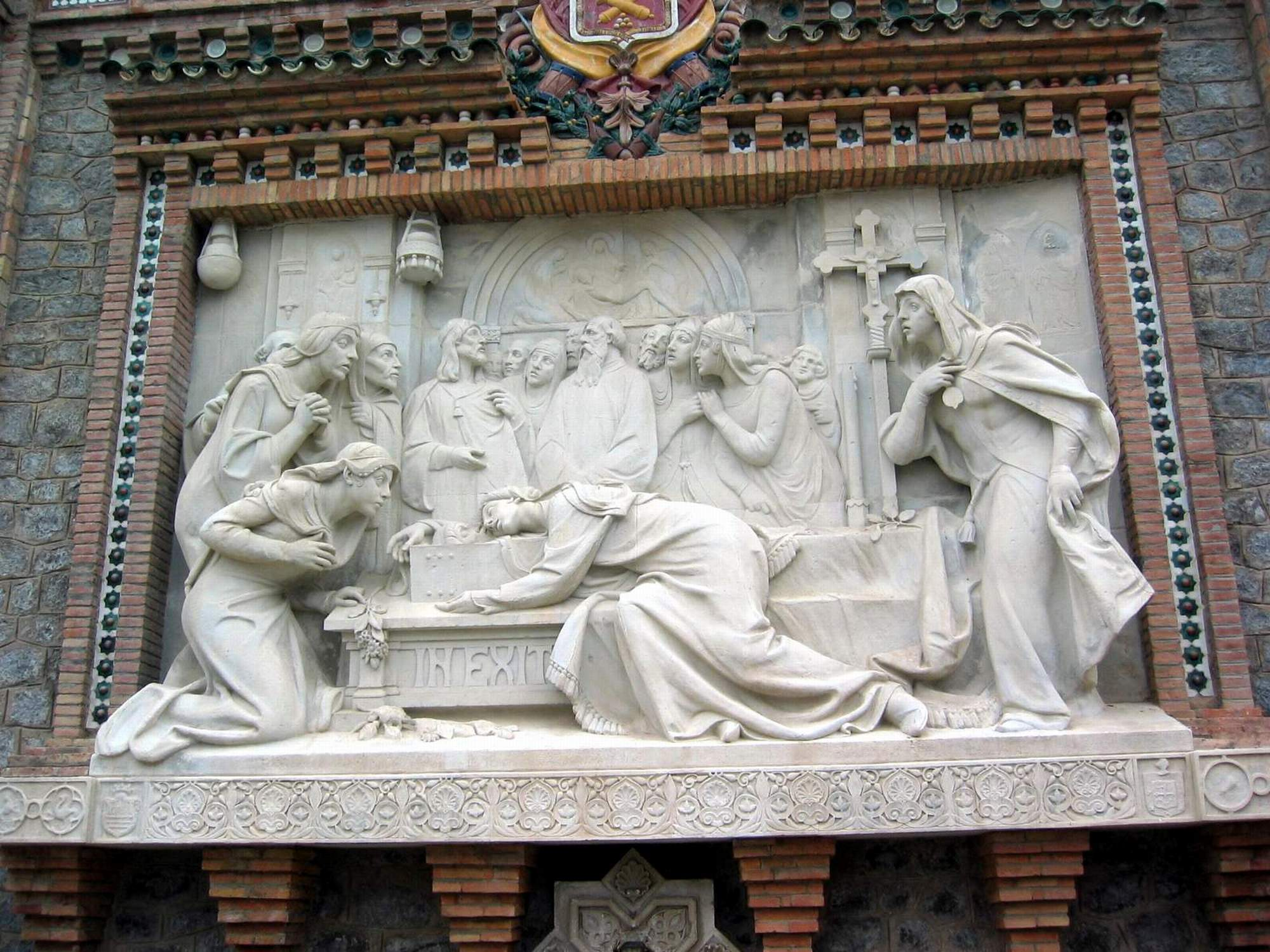
Detalle del altorrelieve de los Amantes en la «Escalinata de la Estación» de Teruel, obra del escultor segoviano Aniceto Marinas (1921), año 2006.

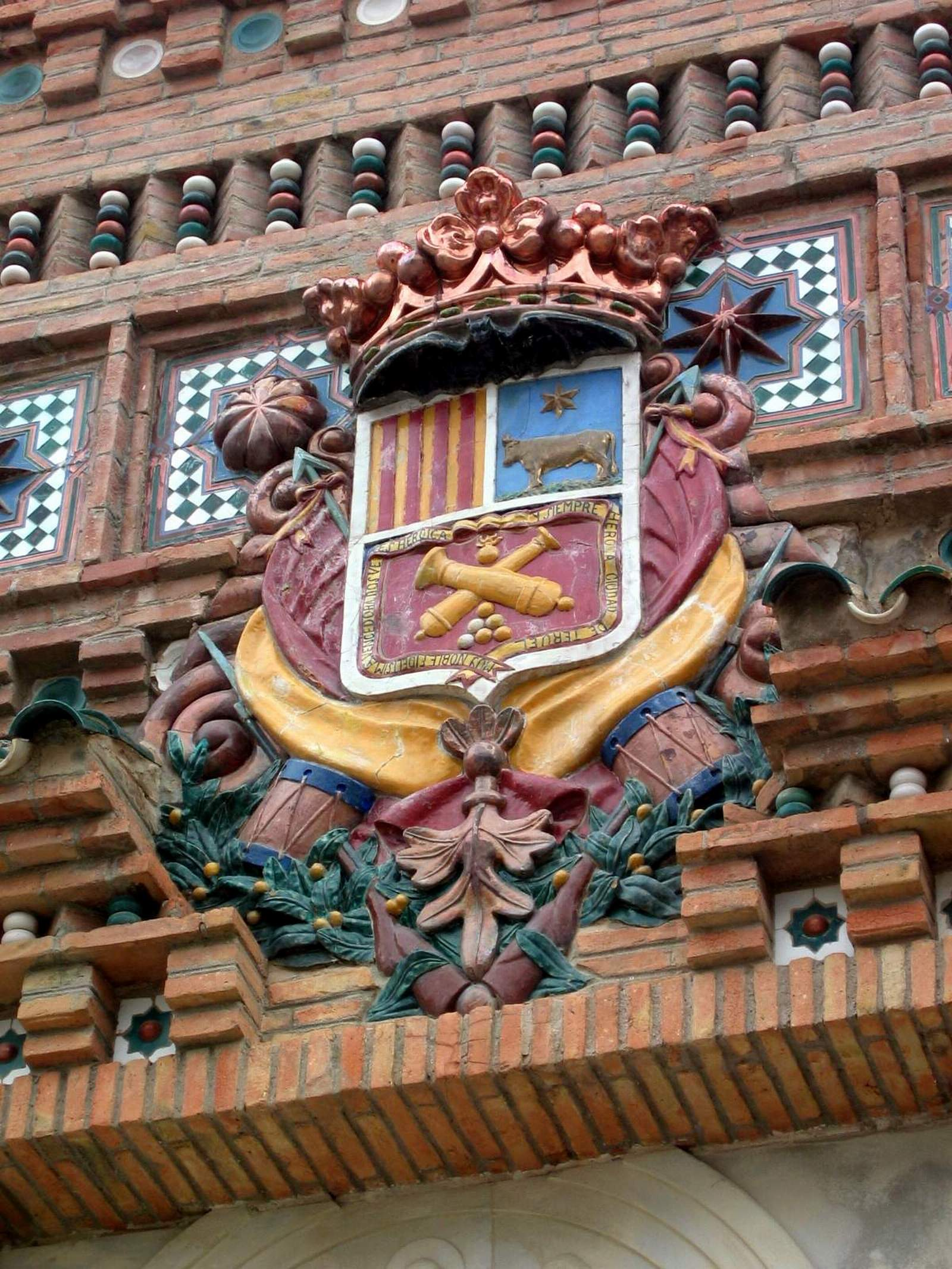
Detalle del escudo de Teruel en la «Escalinata de la Estación», obra de José Torán de la Rad (1921).

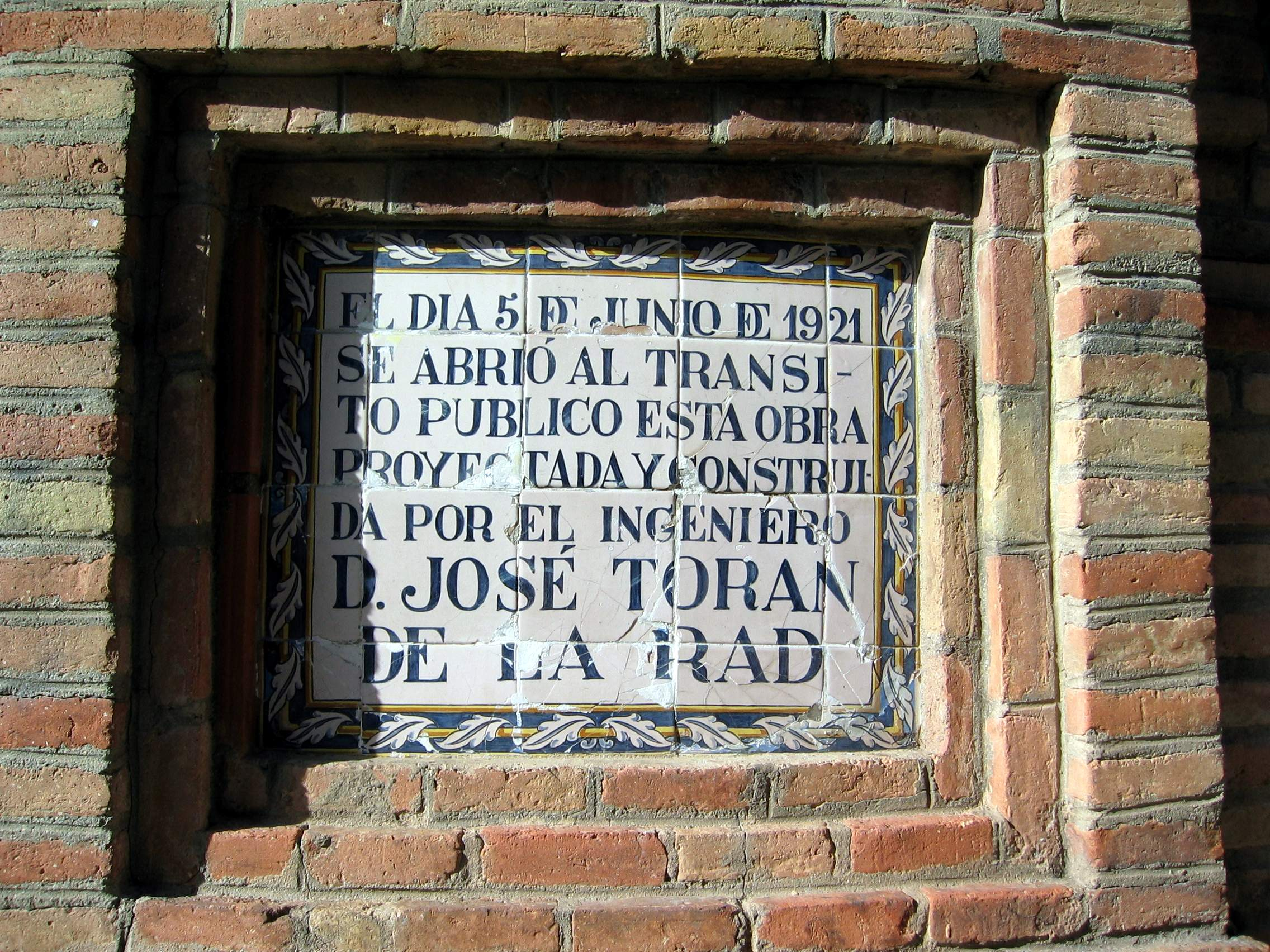
Detalle de plafón cerámico en la Escalinata de la Estación en Teruel, obra de José Torán de la Rad (1920-1921), año 2016.

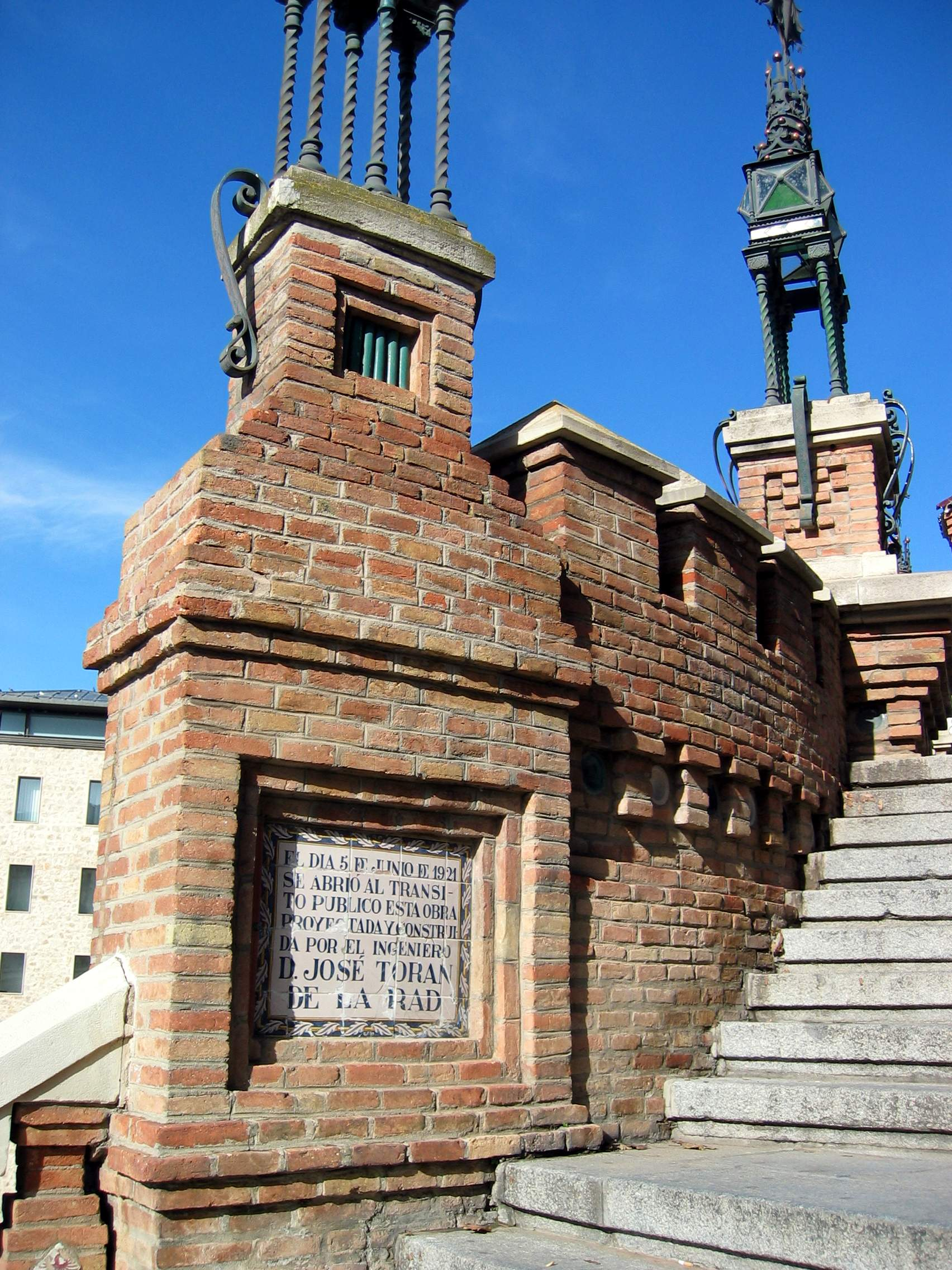
Detalle de plafón cerámico en la Escalinata de la Estación en Teruel, obra de José Torán de la Rad (1920-1921), año 2016.

## Historia
El propósito inicial de José Torán de la Rad al concebir «La Escalinata» fue doble, de una parte comunicar la «Estación del Ferrocarril» con el «Paseo del Óvalo» (entonces Paseo de la Infanta Isabel), situado en un plano superior (26 metros de desnivel) y de otra embellecer la entrada a la ciudad desde la estación:

«Cuando llegaban los viajeros a la Estación del Central de Aragón, el acceso al centro de la ciudad constituía una tarea ímproba, pues tenían que superar una empinada cuesta, pero además, el panorama que aparecía ante sus ojos no era un pórtico digno para la ciudad. Estos hechos motivaron la construcción de una escalera que favoreciera la comunicación y el acceso entre dos espacios: la Estación y el Paseo de la Infanta Isabel (Óvalo). Podía haberse resuelto la cuestión mediante una simple escalera funcional, pero José Torán de la Rad, cuando proyectó esta obra en 1920, se propuso darle un empaque monumental. El altorrelieve de Aniceto Marinas dedicado a los Amantes asombró a los turolenses y a los foráneos que llegaban a la capital».
El difícil impulso del nuevo siglo, José Serafín Aldecoa Calvo 

La construcción de Escalinata de Teruel puede considerarse un hito en el acontecer local, tanto en su aspecto de mejora de las infraestructuras como en el perfeccionamiento estético, toda vez que su fábrica se inspiró en elementos consustanciales a la ciudad como la arquitectura mudéjar, el gótico y el modernismo.
Según puede leerse en un panel cerámico situado en el tramo alto de la Escalinata, «La primera piedra de/ esta obra fue colo-/cada el 13 de marzo de/ 1920 por el Excmo./ Sr. Director General/ de Obras Públicas/ D. Carlos Castel y Clemente».
Como resulta evidente, el texto del plafón contiene un error, ya que el diputado del Partido Conservador Carlos Castel y Clemente (1845-1903) ya había fallecido cuando se puso la primera piedra de la Escalinata, se refiere pues a su hijo, el insigne Carlos Castel y González de Amezúa (1873-1927), abogado y político español, gran benefactor de Teruel y su provincia, titular de la popular plaza del Torico. El plafón de marras está deteriorado, razón por la que convendría reponerlo, aprovechando de paso para rectificar el error nominal que contiene.
De hecho, Carlos Castel y González de Amezúa, con su influencia política y búsqueda de financiación, contribuyó de forma decisiva en la construcción de la Escalinata de Teruel, interviniendo también en las obras del Viaducto de Fernando Hué (1929), y en la «Traída de Aguas a la ciudad» (1930).
Según puede leerse en otro plafón simétrico del anterior, las obras de «La Escalinata» apenas duraron quince meses, pues «El día 5 de junio de 1921/ se abrió al transi-/ to público esta obra/ proyectada y construi-/ da por el ingeniero/ D. José Torán/ de la Rad».

## Descripción
Evidentemente, José Torán consiguió su propósito con la construcción de la Escalinta de Teruel, «dotar a la ciudad de un acceso digno desde la citada estación, así como poner de manifiesto elementos arquitectónicos y decorativos extraídos de la tradición mudéjar local y del modernismo», hasta el punto de que constituye «uno de los monumentos más emblemáticos de Teruel», a la vez que «obra clave del neo-mudéjar turolense».
Se ubica perpendicularmente -entre la «Estación de Ferrocarril» (plano inferior) y le «Paseo del Óvalo» (plano superior)-, salvando un desnivel de 26 metros. Estructuralmente, se consideran tres segmentos de obra bien diferenciados –acoplados entre sí por dos someras placetas-:

«La primera parte arranca desde la estación, atraviesa los Jardincillos de la Estación o de los Botánicos casi sin ascender y llega a una pequeña plaza con un espacio verde central. La segunda parte está formada por siete tramos que llegan hasta una plaza-mirador presidida por una gran fuente y un relieve dedicado a los Amantes, realizado por Aniceto Marinas. Por último, la tercera parte se divide en dos escaleras con desarrollo semicircular que rodean la plaza-mirador y que terminan en el Paseo del Óvalo, rematadas por dos torreones».
La Escalinata, Gobierno de Aragón

En su fábrica destacan los elementos típicos del mudéjar -el ladrillo de barro cocido y la piedra tallada-, así como las decoraciones cerámicas coloreadas (de predominio verde y blanco) de gusto neo-mudéjar, culminadas en los estilizados torreones de la parte alta. Tampoco faltan las alusiones al modernismo de la ciudad, visibles «en los delicados diseños de forja de las farolas que jalonan el recorrido». «La Escalinata» constituye una «exaltación de la ciudad y su historia», bien patente en el altorrelieve de Los Amantes de Teruel -situado en el frontispicio de la placeta principal, entre el escudo de la ciudad y la fuente-: obra del escultor segoviano Aniceto Marinas (1866-1953), y en los escudos de las villas.

## Paseo del Óvalo y Convento de Carmelitas
A comienzos del siglo XXI (2001-2003), el Paseo del Óvalo fue remodelado –según proyecto del arquitecto británico David Chipperfield y el estudio de arquitectura español b720 Fermín Vázquez Arquitectos-: la remodelación supuso la peatonalización de la zona y la construcción de dos ascensores, que comunican la Plaza de la Estación y Jardín de los Botánicos con el Paseo del Óvalo y la calle del Salvador, salvando 17 metros de desnivel.
La mejora urbanística de la zona se ha completado con la recuperación del edificio anexo, antiguo Convento de los Carmelitas –que durante décadas fue Cuartel de la Guardia Civil-, actual sede de la Delegación Territorial del Gobierno de Aragón.